# Pèlerinage de Chūgoku Kannon

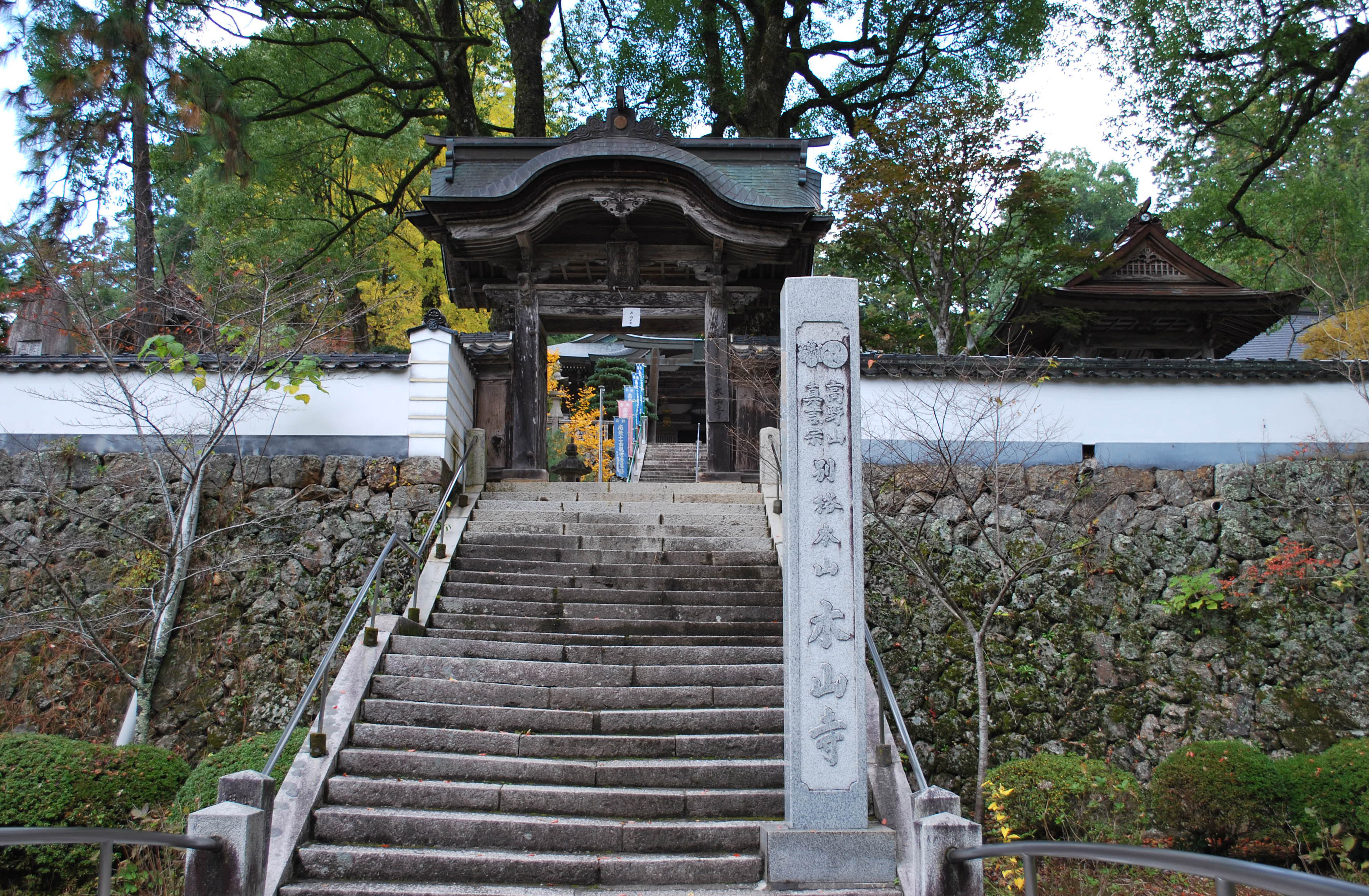
Pont Jōju-bashi et porte Furō-mon, Kiyama-ji.

Le pèlerinage de Chūgoku Kannon (中国三十三観音霊場, Chūgoku Sanjūsan Kannon reijō) est une des nombreuses routes de pèlerinage bouddhiste traditionnel au Japon. Le trajet comprend trente-trois sites consacrés au Bodhisattva Guanyin dans les préfectures d'Okayama, Hiroshima, Yamaguchi, Shimane et Tottori de la région de Chūgoku. Les trente-trois temples Kannon ont été sélectionnés en 1981.

## Liste des temples avec Kannon
| Numéro  | Temple                      | Emplacement               |
| ------- | --------------------------- | ------------------------- |
| 1       | Saidai-ji (Kannon-in)       | Okayama                   |
| 2       | Yokei-ji                    | Oku, Okayama              |
| 3       | Shōraku-ji (Senjū-in)       | Bizen (Okayama)           |
| spécial | Tanjō-ji (Okayama)          | District de Kume, Okayama |
| 4       | Kiyama-ji (Kanji-in)        | Maniwa                    |
| 5       | Henshō-ji (Hōkai-in)        | Okayama                   |
| 6       | Rendai-ji                   | Kurashiki                 |
| 7       | Entsū-ji                    | Kurashiki                 |
| 8       | Enkō-ji (Myō-ō-in)          | Fukuyama                  |
| 9       | Jōdo-ji (Daijōritsu-in)     | Onomichi                  |
| spécial | Saigoku-ji (Sōji-in)        | Onomichi                  |
| 10      | Senkō-ji (Onomichi)         | Onomichi                  |
| 11      | Kōjō-ji                     | Onomichi                  |
| 12      | Buttsū-ji                   | Mihara                    |
| 13      | Mitaki-dera (Mitaki-Kannon) | Hiroshima                 |
| 14      | Suishō-ji (Daishō-in)       | Miyajima-chō              |
| spécial | Hannya-ji (Yōmei-in)        | Hirao, Yamaguchi          |
| 15      | Kanyō-ji                    | Shūnan                    |
| 16      | Tōshun-ji                   | Yamaguchi (Yamaguchi)     |
| 17      | Ryūzō-ji                    | Yamaguchi (Yamaguchi)     |
| 18      | Sōrin-ji                    | Ube (Yamaguchi)           |
| 19      | Kōzan-ji                    | Shimonoseki               |
| 20      | Daishō-in                   | Hagi                      |
| 21      | Kannon-in (Hagi)            | Hagi                      |
| 22      | Tada-ji                     | Hamada (Shimane)          |
| 23      | Kando-ji                    | Izumo                     |
| 24      | Zenjō-ji                    | Unnan                     |
| 25      | Gakuen-ji (Ichijō-in)       | Izumo                     |
| 26      | Ichihata-ji                 | Izumo                     |
| 27      | Unju-ji                     | Yasugi                    |
| 28      | Kiyomizu-dera (Yasugi)      | Yasugi                    |
| 29      | Daisen-ji                   | Daisen, Tottori           |
| 30      | Chōkoku-ji (Tottori)        | Kurayoshi                 |
| 31      | Sanbutsu-ji                 | Misasa, Tottori           |
| spécial | Ninma-ji                    | Tottori                   |
| 32      | Kannon-in                   | Tottori                   |
| 33      | Daiun-in                    | Tottori                   |